# Oed (Weigendorf)
Oed ist ein Dorf und Ortsteil der Gemeinde Weigendorf im Oberpfälzer Landkreis Amberg-Sulzbach in Bayern.

## Geografische Lage
Oed liegt in der Frankenalb, am Unterlauf des Etzelbaches auf einer Höhe von 385 bis 461 m ü. NN.

## Geschichte
Das bayerische Urkataster zeigt Oed in den 1810er Jahren als zwei Einöden, Oberoed und Unteroed. Diese waren, wohl durch Erbfolge, bereits stark zersiedelt und nutzten die Wasserkraft des Etzelbaches zum Antrieb von zwei Mühlen. Insgesamt bestanden damals sechs Herdstellen. Eine der Mühlen diente als Ölmühle und in der Zeit der Frühindustrialisierung als Hammerwerk, die andere später als Sägewerk.:2–16

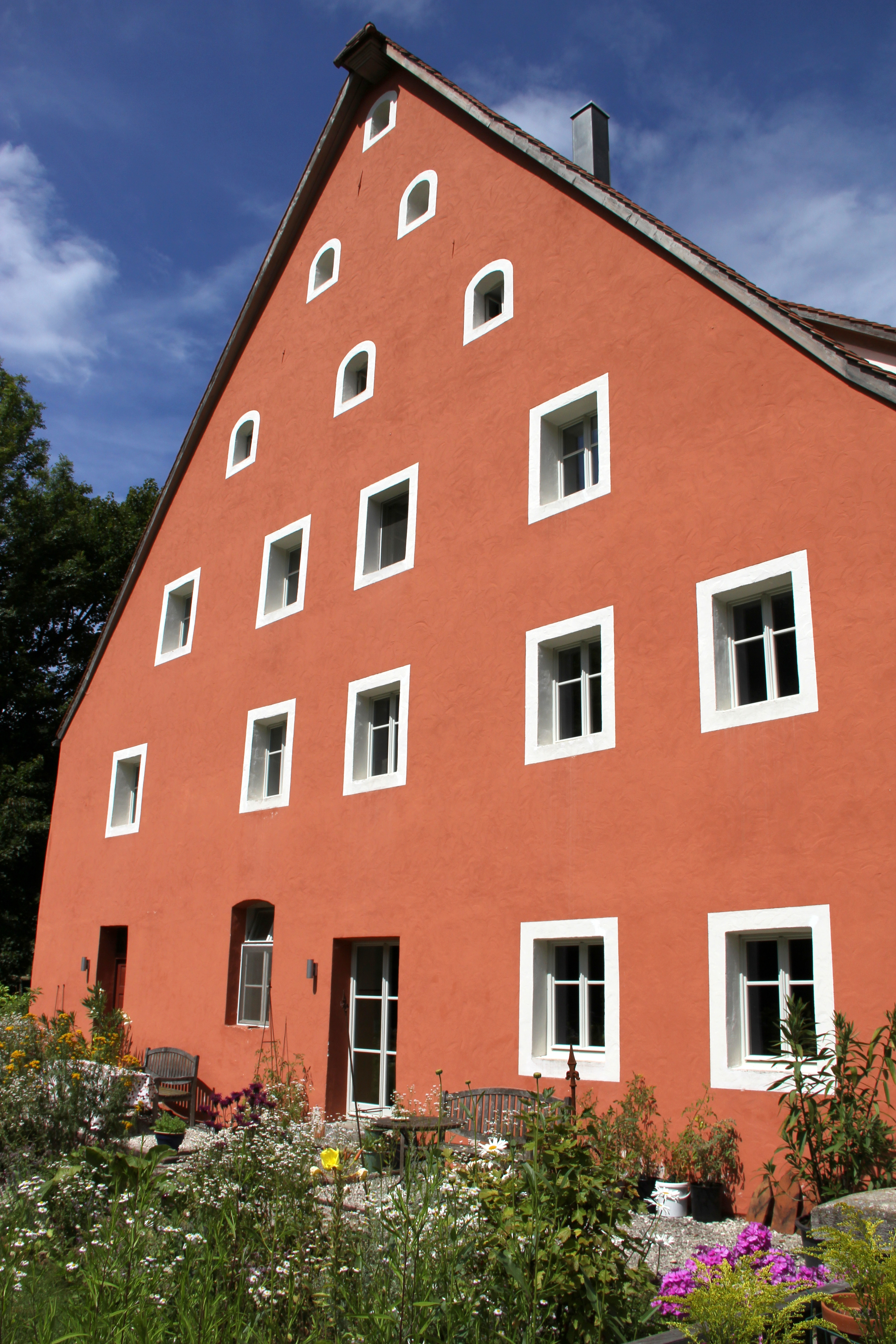
Oedmühle

An historischer Bausubstanz ist in Oed nicht viel erhalten geblieben. Neben der historischen Oedmühle:1 ist nur die vierfach gestufte Eisenbahnbrücke Oed bei Streckenkilometer 38,586 als Baudenkmal qualifiziert.
siehe auch: Liste der Baudenkmale in Oed

## Wirtschaft und Gewerbe
Oed besitzt heute keinerlei Industrie mehr. Neben einigen Handwerksbetrieben gibt es eine Bäckerei und ein Gasthaus mit Metzgerei.

## Verkehr
Durch den Ort und das Tal verlaufen die Kreisstraße AS 38 von Weigendorf nach Etzelwang und die Bahnstrecke Nürnberg–Schwandorf. Der Ort hat an der Strecke allerdings keinen eigenen Haltepunkt. Der nächste Bahnhof ist Hartmannshof, Endbahnhof der S-Bahn-Linie 1 von Nürnberg, an der Bahnstrecke Nürnberg–Schwandorf.

## Tourismus und Freizeit
Neben zahlreichen Wanderwegen wie dem bekannten Erzweg führt durch Oed auch der Fünf-Flüsse-Radweg.